# Clearwater Lake, Ontario
Clearwater Lake är en sjö i Kanada.   Den ligger i District Municipality of Muskoka och provinsen Ontario, i den sydöstra delen av landet, 280 km väster om huvudstaden Ottawa. Clearwater Lake ligger 312 meter över havet. Arean är 0,87 kvadratkilometer. Den sträcker sig 1,8 kilometer i nord-sydlig riktning, och 1,4 kilometer i öst-västlig riktning.